# Eicca Toppinen
Eicca Toppinen, nato Eino Matti Toppinen (Vantaa, 5 agosto 1975), è un violoncellista finlandese.
È il fondatore degli Apocalyptica, band nella quale suona il violoncello e per la quale compone la maggior parte dei brani.

## Biografia
Eicca Toppinen ha cominciato a suonare il violoncello all'età di 9 anni (tutte le sue sorelle suonavano uno strumento ed era curioso di suonarne uno anche lui) e si è diplomato all'Accademia Sibelius. Prima degli Apocalyptica ha suonato in una band chiamata Cello Sextet con alcuni amici dell'Accademia Sibelius. Due di questi erano Antero Manninen e Paavo Lötjönen che fanno o hanno fatto parte degli Apocalyptica. Oltre al violoncello, Toppinen suona la batteria, la chitarra ed il piano.
È sposato con l'attrice finlandese Kirsi Ylijoki con la quale ha avuto due figli: Eelis e Ilmari. Dal 2009, insieme alla sua compagna, fonda il gruppo rock'n'roll Cherry & The Vipers, riscuotendo un discreto successo nell'ambito musicale finlandese, abbandonando il violoncello per passare alla batteria.

## Stile
Eicca ama diversi generi musicali, tra cui il Thrash metal ed in particolare gruppi come Metallica, Slayer, Sepultura e Waltari. È anche un fan dei Rammstein.
Tra i compositori classici predilige Dmitrij Šostakovič, Jan Sibelius e Heitor Villa-Lobos.
Egli è stato anche ospite nell'album Incorporated dei Grip Inc., band groove metal in cui milita Dave Lombardo degli Slayer.

## Discografia
- 1996 – Plays Metallica by Four Cellos
- 1998 – Inquisition Symphony
- 2000 – Cult
- 2002 – The Best of Apocalyptica (solo per il Giappone)
- 2003 – Reflections
- 2005 – Apocalyptica
- 2006 – Amplified // A Decade of Reinventing the Cello
- 2007 – Worlds Collide
- 2010 – 7th Symphony
- 2015 – Shadowmaker